# Mastrus takadai
Mastrus takadai là một loài tò vò trong họ Ichneumonidae.